# Danuta Rogala-Zawada
Danuta Rogala-Zawada (ur. 1929, zm. 2017) – polska mikrobiolog, profesor zwyczajny nauk medycznych, w latach 1981-1986 prodziekan Wydziału Lekarskiego w Katowicach, Kierownik Katedry i Zakładu Mikrobiologii Lekarskiej Wydziału Lekarskiego w Katowicach, specjalista wojewódzki w dziedzinie mikrobiologii.
Absolwentka Śląskiej Akademii Medycznej w Katowicach.

## Członkostwo Towarzystw Naukowych
- Polskie Towarzystwo Mikrobiologów[2]
- Polskie Towarzystwo Immunologiczne
- Polskie Towarzystwo Lekarskie

## Odznaczenia
- Krzyż Kawalerski Orderu Odrodzenia Polski
- Złoty Krzyż Zasługi
- Odznaka honorowa „Za wzorową pracę w służbie zdrowia”
- Srebrna i złota odznaka „Zasłużonemu w rozwoju województwa katowickiego”,
- Medal Komisji Edukacji Narodowej
- Order honorowy „Laur 50-lecia ŚAM”
- Medal „W 75-lecie Polskiego Towarzystwa Mikrobiologów”[1]

## Wybrane publikacje
- „Mikrobiologia i immunologia kliniczna. Wybrane zagadnienia” Śląski Uniwersytet Medyczny, Katowice 1998
- Incidence of extended-spectrum beta-lactamases in clinical isolates of the family Enterobacteriaceae in a pediatric hospital Radosz-Komoniewska Halina, Gniadkowski Marek, Rogala-Zawada Danuta, Nowakowska Maria, Rudy Maria, Wiechuła Barbara, Martirosian Gayane, 2004
- Flora bakteryjna w zapaleniu gardła i migdałków Halina Radosz-Komoniewska, Danuta Rogala-Zawada, Maria Zientara, Maria Rudy, Maria Nowakowska, 1998
- Etiologic bacterial factors of infections in patients treated at the clinical anesthesiology ward and with intensive therapy G Ziółkowski, Lech Krawczyk, Grażyna Dudzińska, Anna Dyaczyńska-Herman, E Nolewajka, Alicja Ekiel, Danuta Rogala-Zawada, 1993